# Tota Alba
Dolores Bejarano Alba (Buenos Aires, 5 de marzo de 1914-Madrid, 31 de agosto de 1983), más conocida como Tota Alba, fue una actriz española.

## Biografía
Hija de Josefina Bejarano, actriz española emigrada a Argentina, estudió Geografía, Historia y Literatura en ese país. A mediados de los años treinta su familia regresó a España, y Tota inició su carrera teatral en papeles, en general, de tono cómico y desenfadado. Manuel Gómez García anota en su diccionario que su primera representación teatral fue junto a Narciso Ibáñez Menta en El hombre y la bestia. Por su trabajo habitual en el cuadro de actores de Radio Nacional de España recibió el Premio Especial de Interpretación.
Trabajó en las compañías de Lola Membrives, Milagros Leal, Valeriano León y Aurora Redondo. De esa época son sus representaciones de Déjeme usted que me ría o Ni pobre ni rico, sino todo lo contrario, así como en La Orestíada (1960), de Esquilo, en el Festival de Teatro Clásico de Mérida.
Debutó en el cine en 1955 con la película Suspenso en comunismo, de Eduardo Manzanos Brochero, iniciando una larga trayectoria como actriz secundaria especializada en papeles cómicos, en títulos como El hombre que viajaba despacito (1957), con guion de Miguel Gila, Los tramposos (1959), de Pedro Lazaga, Un tipo de sangre, de León Klimovsky, Mi calle (1960), de Edgar Neville, Canción de cuna (1961), de José María Elorrieta, Chica para todo (1963), de Mariano Ozores o Españolas en París (1971). En 1964 Fernando Fernán Gómez le permitió mostrar también su capacidad para los papeles dramáticos en El extraño viaje.

## Trayectoria en televisión
Estuvo muy presente en TVE durante las décadas de 1960 y 1970, en especial en los elencos de Estudio 1.
- Silencio, estrenamos (1974)
- Buenas noches, señores 
  - El aniversario (2 de agosto de 1972)
- Las Tentaciones 
  - El león emisario (15 de noviembre de 1970)
- Teatro de misterio 
  - El gato y el canario (10 de agosto de 1970)
- Pequeño estudio 
  - La casi viuda (5 de marzo de 1969)
  - La sombra del delito (30 de marzo de 1973)
- Hora once
  - El Apolo de Bellac (9 de febrero de 1969)
  - Una estatua en el valle (29 de abril de 1971)
- Vivir para ver 
  - Año 2007 (1 de enero de 1969)
- La risa española
  - El sombrero de copa (13 de junio de 1969)
- Teatro de siempre 
  - Deirdre de los dolores (30 de junio de 1967)
- La pequeña comedia 
  - Asesor para damas (23 de agosto de 1966)
  - Cola de caballo (6 de septiembre de 1966)
- Historias para no dormir 
  - La sonrisa (3 de junio de 1966)
- Estudio 1 
  - La dama del alba (1 de diciembre de 1965)
  - Julieta y Romeo (17 de agosto de 1966)
  - Los árboles mueren de pie (5 de octubre de 1966)
  - Don Juan Tenorio (2 de noviembre de 1966)
  - Tres sombreros de copa (16 de noviembre de 1966)
  - Un hombre duerme (5 de julio de 1967)
  - Miedo al hombre (2 de julio de 1968)
  - El teatrito de Don Ramón (1 de julio de 1969)
  - Un espíritu burlón (22 de enero de 1970)
  - El reloj de Baltasar (19 de febrero de 1970)
  - Hoy es fiesta (12 de marzo de 1970)
  - El Padre Pitillo (9 de mayo de 1972)
  - El amor es un potro desbocado (9 de marzo de 1973)
  - Ocho Mujeres (29 de junio de 1973)
- Tú tranquilo 
  - Una mujer intelectual (14 de agosto de 1965)
- Novela 
  - Cenicienta 401 (10 de mayo de 1965)
  - La ciudad tranquila (15 de noviembre de 1965)
  - El pobrecillo embustero (6 de diciembre de 1965)
  - El pobrecito embustero (28 de agosto de 1967)
  - Las alas de la paloma (4 de noviembre de 1968)
  - Biografía de Doña Jimena (9 de febrero de 1969)
  - Cada día tiene su secreto (5 de mayo de 1969)
  - El catalejo (26 de enero de 1970)
  - El dos de Mayo (4 de mayo de 1970)
  - El invernadero Connolly (5 de enero de 1976)
- Estudio 3 
  - El medallón de la señora (4 de mayo de 1964)
- Primera fila
  - La pradera de San Isidro (24 de mayo de 1963)
  - La señorita de Trévelez (25 de julio de 1963)
  - Arsénico y encaje antiguo (5 de septiembre de 1964)
  - Suspenso en amor (27 de enero de 1965)